# Дејв Леџено
Дејв Леџено (енгл. Dave Legeno; IPA: ; 12. октобра 1963. године у Лондону, Енглеска – Долина смрти, 6. јула 2014) био је британски глумац, боксер и борац мјешовитих борилачких вјештина.

## Биографија
Родио се у Лондону, а прије но што је постао боксер радио је као радник обезбјеђења. Његов боксерски надимак био је Усамљени Вук. Прву мању филмску улогу имао је у филму Снеч Гаја Ричија. Поред бокса, бавио се и рвањем, бразилским џијуџицуом, џудом и тајландским боксом.

## Филмографија
| Улоге Дејва Леџена |                                         |               |                           |             |
| Година             | Српски назив                            | Изворни назив | Улога                     | Напомена    |
| 2000.              | Снеч                                    |               | Џон                       |             |
| 2005.              | Бетмен почиње                           |               | члан лиге сјенки          |             |
| 2006.              | Рушитељ олује                           |               | Бир                       |             |
| 2007.              | Изван закона                            |               | Јан Фурлонг               |             |
| 2008.              | Викендица                               |               | фармер                    |             |
| 2009.              | Центурион                               |               | Вортикс                   |             |
| 2009.              | Опасни Бубњар                           |               | Олег Кaзов                |             |
| 2009.              | Хари Потер и Полукрвни принц            |               | Фенрир Сури               |             |
| 2010.              | Хари Потер и реликвије Смрти: Први део  |               | Фенрир Сури               |             |
| 2011.              | Хари Потер и реликвије Смрти: Други део |               | Фенрир Сури               |             |
| 2011.              | Борџија                                 |               | Гвидобалдо де Монтефелтро | ТВ серија   |
| 2011.              | Велика очекивања                        |               | Борит                     | мини-серија |
| 2011.              | Велики ромски гангстер                  |               | Дејв                      |             |
| 2012.              | Титаник                                 |               | Симан Дејвис              | мини-серија |
| 2012.              | Снежана и ловац                         |               | Брок                      |             |
| 2012.              | Гавран                                  |               | Перси                     |             |
| 2013.              | Улица Рипер                             |               | Џорџ                      | ТВ серија   |
| 2015.              | Последњи витезови                       |               | Олаф                      |             |
| 2015.              | Мач освете                              |               | Озгар                     |             |